# 微商 (電子商務模式)
微商是一种电商之后最新兴起的社会化移动社交网络商业模式。它是基于社交媒体的新型无第三方担保式电商，主要分为两种模式：第一种是基于社交媒体公众号如微信公众号的微商城，即B2C(business to customer)，第二种是基于社交媒体朋友圈的代理分销式微商，即C2C（Consumer to Consumer）。相对传统电商的以商品为中心，第一种微商城则更接近于传统电商。第二种则是以人为中心，基于代理级别逐级加价，引导下级批量购买商品升级代理权的模式获取利益，他们都是以轻松赚钱为宣传口号。有些传销组织借助于第二种微商模式相似性摇身一变成为微商团队。

## 优点
相对门户网站式的传统电商来说，微商的投入小、门槛低、传播范围广，极易满足个体的商业行为。同时这种模式还弥补了传统市场与电商市场的渠道费等高成本、人员高管理、成本回收慢等问题。

## 发展建议
如今，微商领域的激烈竞争仅仅是一个开端，然而只有做到以下几点才能使微商模式获得完全的认可与长远地发展，即增加内容的趣味性、注重客户关系的维护、严把产品质量关。同时，更重要的是建立互信机制，并成立第三方监管机构，让微商走上合理、合法的发展轨道。